# Anell adèlic
En matemàtiques i en teoria de nombres, l'anell adèlic és un anell topològic que conté el cos dels nombres racionals (o, més generalment, un cos de nombres algebraics). Això implica totes les complecions del cos.

## Definicions
La compleció profinita dels enters {\displaystyle {\hat {\mathbb {Z} }}} és el límit invers dels anells {\displaystyle \mathbb {Z} /n\mathbb {Z} }:
{\displaystyle {\hat {\mathbb {Z} }}=\lim _{\leftarrow }\mathbb {Z} /n\mathbb {Z} }
Pel teorema dels residus xinesos, és isomorf al producte de tots els enters p-àdics:
{\displaystyle {\hat {\mathbb {Z} }}=\prod _{p}\mathbb {Z} _{p}}
L'anell adèlic enters AZ és el producte
{\displaystyle \mathbb {A} _{\mathbb {Z} }=\mathbb {R} \times {\hat {\mathbb {Z} }}}
L'anell adèlic (racionals) AQ és el producte tensorial
{\displaystyle \mathbb {A} _{\mathbb {Q} }=\mathbb {Q} \otimes \mathbb {A} _{\mathbb {Z} }}
(topologitzat, és a dir AZ és un subanell obert). Més generalment, l'anell adèlic AK d'un cos de nombres algebraics qualsevol K és el producte tensorial
{\displaystyle \mathbb {A} _{\mathbb {K} }=\mathbb {K} \otimes \mathbb {A} _{\mathbb {Z} }}
(topologitsat com el producte de grau(K) còpies d'AQ).
L'anell adèlic (racionals) també es pot definir com el producte restingit
{\displaystyle \mathbb {A} _{\mathbb {Q} }=\mathbb {R} \times {\prod _{p}}'\mathbb {Q} _{p}}
de totes les complecions p-àdiques {\displaystyle \mathbb {Q} _{p}} i dels nombres reals (o en altres paraules, com el producte restringit de totes les complecions dels racionals). En aquest cas, el producte restringit significa que per a un anell aldèlic {\displaystyle (a_{\infty },a_{2},a_{3},a_{5},....)} totes tret d'un nombre finit de {\displaystyle a_{p}} són enters p-àdics.
Els adèles d'un cos de funció sobre un cos finit pot ser definit d'una manera similar, com el producte restret de totes els completem.

## Propietats
Els anelles adèlics racionals A són un grup localment compacte amb els nombres racionals {\displaystyle \mathbb {Q} } continguts com un subgrup discret cocompacte. La utilització dels anells adéliques en relació amb les transformacions de Fourier s'explota a la tesi de Tate. Una de les propietats-clau del grup additiu dels anells adèlics és que és isomorf al seu dual de Pontryagin.

## Aplicacions
L'anell A es fa servir molt en parts de la teoria de nombres, sovint amb coeficients en els grups matricials: és a dir, combinat amb la teoria dels grups algebraics per construir els grups algebraics adèlics. El grup adèlic de la teoria del cos de classes apareix com el grup 1 x 1 de les matrius inversibles sobre els anell adèlics. (No és la subclasse topològica donada, ja que la inversa no és contínua en aquesta topologia. En el seu lloc, els anells adèlics s'identifiquen amb la subclasse tancada de tots els parells (x,y) de A x A amb xy=1, amb la topologia de la subclasse.)
Un nivell important en el desenvolupament de la teoria ha estat la definició del nombre de Tamagawa per a un grup algebraic adèlic lineal. És una mesura de volum enllaçant {\displaystyle G(\mathbb {Q} )} amb G(A), dient com {\displaystyle G(\mathbb {Q} )} Que és un grup discret en G(A), es troba en aquest últim. Una conjectura d'André Weil era que el nombre de Tamagawa era sempre 1 per a G grup algebraic simplement connex. Això sorgia del tractament modern de Weil dels resultats en la teoria de les formes quadràtiques; finalment la demostració va ser completada per Kottwitz.
Durant aquest temps, la influència de la idea del nombre de Tamagawa havia sortit en la teoria de les varietats abelianes. L'aplicació per reducció a l'absurd funciona d'una manera directa qualsevol. Però durant la formulació de la conjectura de Birch i Swinnerton-Dyer, la consideració que per a una corba el·líptica E, el grup dels punts racionals {\displaystyle E(\mathbb {Q} )} s'ha d'aportar a la relació amb {\displaystyle E(\mathbb {Q} _{p})} era una motivació i una indicació, sobre la manera a partir de l'evidència numèrica de la conjectura.